# Громковская, Лидия Львовна
Лидия Львовна Громковская (4 июня 1933 года, Ленинград — 12 декабря 1994 года, Москва) — советская и российская исследовательница японской словесности и культуры, кандидат филологических наук, научная сотрудница Института востоковедения АН СССР.

## Биография
Лидия Львовна Громковская (отец Хияйнен, Лев Петрович, после развода родителей Банина, по девичьей фамилии матери) родилась 4 июня 1933 г. в Ленинграде. В 1950 г. поступила на восточный факультет ЛГУ. Специализировалась по кафедре японской филологии, где её научным руководителем был А. А. Холодович. В 1955 г. окончила университет, затем, в 1959 г., аспирантуру ЛГУ. С 1960 г. была научным сотрудником Ленинградского отделения Института востоковедения АН СССР. С 1962 г. переводила и публиковала стихи и прозу современных писателей Японии. В 70-х переехала в Москву и вплоть до 1994 г. работала в головном отделении Института востоковедения. Была организатором семинара по истории культуры и искусства Японии в ИВ АН СССР.
В 1970 г. защитила кандидатскую диссертацию «Основные тенденции прозаического творчества Накано Сигэхару».
В 1982 г. стажировалась в Японии в Университете Рицумэйкан (Киото). В 1986—1987 гг. была стажером Японского фонда.

## Научная деятельность
Одна из главных проблем в ранних работах — жанр ватакуси-сёсэцу в творчестве Накано Сигэхару. Этот жанр имеет давние традиции в японской литературе, в то время как писатель Накано Сигэхару (1902—1979), представитель «пролетарской» японской литературы. Встреча старого и нового в его произведениях и стала основным предметом исследований. Осенью 1964 года в Токио Л. Л. Громковская лично познакомилась с Накано Сигэхару.
«Токутоми Рока: Отшельник из Касуя» (1983) — исследование о писателе Токутоми Рока (1868—1926), толстовце, одном из самых популярных авторов эпохи Мэйдзи, основателе социального романа в Японии, мастере пейзажной лирики. Биография повествует о жизненном пути Токутоми Рока, его литературной деятельности, анализирует его эстетические воззрения и взгляды на творчество.
Важным вкладом в востоковедческую науку стали открытые Громковской неизвестные материалы русского японоведа Н. А. Невского (1892—1937). Невский был репрессирован, посмертно реабилитирован и награждён Ленинской премией в 1962 году. В 1972 году был издан сборник материалов Н. А. Невского «Айнский фольклор», затем сборник «Фольклор островов Мияко». В 1978 году в соавторстве с Е. И. Кычановым было опубликовано биографическое исследование «Николай Александрович Невский».

### Основные работы
- Невский Н. А. (японская часть) [Обозрение фонда в Архиве востоковедов] // Бюллетень Архива востоковедов. Вып. 3. Л.: ЛО Института народов Азии АН СССР, 1963. С. 29-52.
- Года войны и фашизма (1933—1945) — период сопротивления в творчестве Накано Сигэхару // Письменные памятники и проблемы истории культуры народов Востока. Тезисы докладов III годичной научной сессии ЛО ИНА. Май 1967 года. Ленинград, 1967.
- Ватакусу-сёсэцу и повесть Накано Сигэхару «Расставание с песней» // Жанры и стили литератур Китая и Кореи. Сборник статей. М.: Наука, ГРВЛ, 1969. С. 243—252.
- Проза Накано Сигэхару. М.: Наука, 1971. 111 с.
- Невский Н. А. Фольклор острова Мияко / сост. Л. Л. Громковская / отв. ред. Л. Н. Меньшиков. М.: Наука, ГРВЛ, 1978. 192 с.
- Николай Александрович Невский. М.: Наука, 1978. 216 с. (соавт. Кычанов Е. И.)
- Токутоми Рока: (Отшельник из Касуя). М.: Наука, 1983. 192 с. (Писатели и учёные Востока)
- Зубарев Петр Петрович (1905—1942) // Письменные памятники и проблемы истории культуры народов Востока. XIX годичная научная сессия ЛО ИВ АН СССР. 1985 г. Ч. II. Материалы по истории отечественного востоковедения. I. М.: Наука, ГРВЛ, 1986.
- Сто первый взгляд на Японию. М.: Наука, 1991. 261 с.
- На стёклах вечности… Николай Невский. Переводы, исследования, публикации / сост. Л. Л. Громковская // Петербургское Востоковедение. Вып. 8. СПб., 1996. С. 242—560.
- Похвала тени: Рассказы яп. писателей в пер. М. П. Григорьева / Сост. и авт. предисл. Л. Л. Громковская. СПб.: Центр «Петерб. востоковедение», 1996. 268,[2] с.[3][4]